# فینال جام یوفا ۱۹۷۸
فینال جام یوفا ۱۹۷۸، رقابت پایانی جام یوفا در سال ۱۹۷۸ میلادی است که مابین دو تیم باشگاه فوتبال پی‌اس‌وی آیندهوون و باشگاه فوتبال باستیا برگزار شده‌است.
این مسابقه که در تاریخ‌های ۲۶ آوریل ۱۹۷۸ و ۹ مه ۱۹۷۸ انجام شده‌است در مجموع با نتیجه ۳ بر ۰ به سود باشگاه فوتبال پی‌اس‌وی آیندهوون به پایان رسید.